# آی‌ای‌آر ۴۷
آی‌ای‌آر ۴۷ (به انگلیسی: IAR 47) یک هواپیمای ساختِ کارخانهٔ ایندوستریا آئروناتیکا رومانا است. نخستین استفاده‌کنندهٔ این هواپیما نیروی هوایی سلطنتی رومانی بوده‌است. این هواپیما در ۱۹۴۲ میلادی نخستین پرواز خود را انجام داد.